# بروکسیتارد
بروکسیتارد (به هلندی: Broeksittard) یک روستا و شهرستان در هلند است که در سیتارد-خلین واقع شده‌است. بروکسیتارد ۱٬۶۹۰ نفر جمعیت دارد.